# Европски форум институција осигурања депозита
Европски форум институција осигурања депозита (енгл. European Forum of Deposit Insurers, EFDI) је међународно непрофитно удружење које окупља институције осигурања депозита и заштите инвеститора из 47 земaљa.

## Укратко о EFDI
Европски форум институција осигурања депозита
Правни статус: међународно непрофитно удружење основано по закону Белгије
Година оснивања: 2002. (међународно непрофитно удружење регистровано у Белгији од 2007. године)
Место оснивања: Брисел, Белгија
Председник: Штефан Таке
Потпредседник: Марија Хребац
Чланови: 68 институција из 49 земаља
Веб-сајт: EFDI
Европски форум институција осигурања депозита основан је 2002. године уз подршку Европске комисије. Одлуку о формирању заједничке платформе за међусобну размену информација донело је 25 чланова оснивача. У јуну 2007. године, EFDI је стекао правни статус међународног непрофитног удружења по закону Белгије (INPA — AISBL). Седиште EFDI налази се у Бриселу (Белгија). EFDI тренутно има 68 чланова из 49 земаља. EFDI интензивно сарађује са значајним европским и међународним организацијама и академским институцијама, посебно с Европском комисијом, Европском централном банком, Европском управом за надзор пословања банака (енгл. European Banking Authority), Светском банком, Међународним монетарним фондом, Европским округлим столом за финансијске услуге, Европским савезом банака и с Међународним удружењем институција осигурања депозита (енгл. International Association of Deposit Insurers — IADI).

## Улога EFDI
EFDI првенствено настоји да допринесе стабилности финансијских система јачањем сарадње у Европи и свету у областима осигурања депозита, решавања кризних ситуација и заштите инвеститора, као и стварањем услова за размену мишљења, стручних знања и информација о темама од општег интереса. EFDI такође ради на развоју дијалога о законодавним и другим темама од заједничког значаја и на решавању прекограничних питања, као што су боља сарадња међу европским земљама и повезивање са системима осигурања депозита изван Европе. Осим тога, учествује у анализи и спровођењу Директиве Европске уније о системима осигурања депозита.
EFDI не даје обавезујуће изјаве у име својих чланова. EFDI може изразити мишљење својих чланова или чланова подгрупе, уз њихову сагласност. Изјаве или активности EFDI не угрожавају суверенитет његових чланова.

## Европски одбор
EFDI је формирао Европски одбор, у чијем су саставу сви чланови из земаља чланица Европске уније. Европски одбор бави се политиком EFDI према прописима Европске уније који уређују област осигурања депозита, доставља одговоре или саопштења Европској комисији (и другим институцијама повезаним с Европском унијом), извештава о дискусијама чланова у вези с политиком EFDI према Европској комисији (и другим институцијама повезаним с Европском унијом) и заступа политику EFDI пред Европском комисијом (и другим институцијама повезаним с Европском унијом).

## Одбор за односе с јавношћу
Одбор за односе с јавноћу EFDI чине стручњаци за ту област из свих институција чланица. Одбор се бави питањима од значаја за односе с јавношћу у вези с осигурањем депозита и заштитом инвеститора. Превасходно ради на размени искустава у погледу комуникација у кризним ситуацијама и информисању јавности о системима осигурања депозита у државама чланицама.

## Радна група за заштиту инвеститора
Радна група за заштиту инвеститора бави се политиком EFDI у односу на прописе Европске уније који се односе на системе заштите инвеститора. С посебном пажњом прати процес доношења Директиве о системима заштите инвеститора (97/9/EC), организује састанке, учествује у размени ставова и тражи објашњења од представника Европског парламента и Европске комисије. Подгрупа такође прати рад Европске комисије и залаже се за опсежнију међународну сарадњу.

## Радна група за кризне ситуације
Радна група за кризне ситуације спроводи анализе и даје препоруке Управном одбору EFDI у вези с питањима или плановима санације и решавања банака да би EFDI могао да реагује и одговори на европске и међународне иницијативе у тој области. Веза између система осигурања депозита и фондова за решавање банака од посебног је значаја за чланове EFDI.

## Чланови

### Пуноправни чланови
- Азербејџан— Фонд за осигурање депозита http://www.adif.az Архивирано на веб-сајту  (12. мај 2022)
- Албанија — Агенција за осигурање депозита http://www.asd.gov.al
- Аустрија — Einlagensicherung Austria Ges.m.b.H http://www.einlagensicherung.at
- Белгија — Гарантни фонд http://www.garantiefonds.belgium.be
- Босна и Херцеговина — Агенција за осигурање депозита Босне и Херцеговине http://www.aod.ba
- Бугарска — Фонд за осигурање депозита Бугарске http://www.dif.bg
- Гибралтар — Комисија за финансијске услуге http://www.fsc.gi
- Грчка — Фонд за заштиту депозита и инвестиција Грчке http://www.hdigf.gr
- Данска — Фонд за заштиту депонената и инвеститора http://www.gii.dk
- Естонија — Гарантни фонд http://www.tf.ee
- Ирска — Систем за заштиту депозита Ирске http://www.depositguarantee.ie
- Исланд — Фонд за заштиту депонената и инвеститора http://www.tif.is
- Италија — Гарантни фонд власника обвезница штедно-кредитних задруга http://www.fgo.bcc.it
- Италија — Међубанкарски фонд за заштиту депозита http://www.fitd.it
- Италија — Фонд за заштиту депозита штедно-кредитних задруга http://www.fgd.bcc.it
- Јерменија — Фонд за заштиту депозита Јерменије http://www.adgf.am
- Кипар — Систем заштите депозита http://www.centralbank.cy/
- Косово — Фонд за осигурање депозита http://www.fsdk.org
- Летонија — Комисија за финансијско тржиште и тржиште капитала Летоније http://www.fktk.lv
- Литванија — Осигурање депозита и инвестиција http://www.idf.lt
- Лихтенштајн — Фонд за осигурање депозита и заштиту инвеститора http://www.eas-liechtenstein.li
- Луксембург — Удружење за осигурање депозита http://www.agdl.lu
- Луксембург — Фонд за осигурање депозита http://fgdl.lu
- Мађарска — Национални фонд за осигурање депозита Мађарске http://www.oba.hu
- Северна Македонија — Фонд за осигурање депозита http://www.fodsk.org.mk
- Малта — Систем заштите депонената и инвеститора http://www.compensationschemes.org.mt
- Немачка — Национално удружење штедно-кредитних задруга Немачке http://www.bvr-institutssicherung.de
- Немачка — Систем осигурања депозита приватних банака Немачке http://www.edb-banken.de
- Немачка — Систем oсигурања депозита Удружења немачких државних банака http://www.voeb-edoe.de%5B%5D
- Немачка — Систем осигурања Националног удружења штедно-кредитних задруга Немачке http://www.bvr.de
- Немачка — Удружење штедионица Немачке http://www.dsgv.de
- Немачка — Фонд за заштиту депозита Удружења немачких банака http://www.einlagensicherungsfonds.de
- Норвешка — Банкарски гарантни фонд http://www.bankenessikringsfond.no
- Пољска — Банкарски гарантни фонд http://www.bfg.pl
- Португалија — Фонд за заштиту депозита http://www.fgd.pt
- Португалија — Фонд за заштиту депозита у штедно-кредитним пољопривредним задругама https://web.archive.org/web/20190510080255/https://www.fgcam.pt/
- Румунија — Гарантни фонд за заштиту депозита у банкама http://www.fgdb.ro
- Русија — Агенција за осигурање депозита http://www.asv.org.ru/en Архивирано на веб-сајту  (12. јул 2012)
- Сан Марино — Централна банка Сан Марина http://bcsm.sm Архивирано на веб-сајту  (17. децембар 2014)
- Словачка — Фонд за заштиту депозита http://www.fovsr.sk
- Словенија — Банка Словеније http://www.bsi.si
- Србија — Агенција за осигурање депозита http://www.aod.rs
- Турска — Фонд за осигурање штедних улога http://www.tmsf.org.tr
- Уједињено Краљевство — Систем осигурања финансијских услуга http://www.fscs.org.uk
- Украјина — Гарантни фонд за депозите у банкама http://www.fg.gov.ua
- Финска — Управа за финансијску стабилност http://www.rvv.fi Архивирано на веб-сајту  (10. јануар 2016)
- Француска — Фонд за осигурање депозита и реструктурирање банака http://www.garantiedesdepots.fr
- Холандија — Систем осигурања депозита Холандије http://www.dnb.nl
- Хрватска — Државна агенција за осигурање штедних улога и санацију банака http://www.dab.hr
- Црна Гора — Фонд за заштиту депозита http://www.fzdcg.org
- Чешка Република — Гарантни систем за финансијска тржишта http://www.gsft.cz/
- Џерзи — Систем осигурања депозита http://www.jerseydcs.je
- Швајцарска — esisuisse http://www.esisuisse.ch
- Шведска — Управа за јавни дуг http://www.riksgalden.se
- Шпанија — Фонд за осигурање депозита у кредитним институцијама http://www.fgd.es

### Придружени чланови
- Бугарска — Фонд за заштиту инвеститора http://www.sfund-bg.com
- Ирска — Компанија за заштиту инвеститора http://www.investorcompensation.ie
- Италија — Национални гарантни фонд http://www.fondonazionaledigaranzia.it
- Кипар — Комисија за хартије од вредности и берзу http://www.cysec.gov.cy
- Мађарска — Фонд за заштиту инвеститора http://www.bva.hu
- Немачка — Удружење ревизора немачких банака http://pruefungsverband-banken.de
- Норвешка — Систем заштите инвеститора Норвешке http://www.fno.no Архивирано на веб-сајту  (30. август 2012)
- Пољска — Централни депо хартија од вредности Пољске http://kdpw.pl
- Румунија — Фонд за заштиту инвеститора http://www.fond-fci.ro
- Турска — Центар за заштиту инвеститора Турске http://www.ytm.gov.tr
- Финска — Фонд за заштиту инвеститора http://www.sijoittajienkorvausrahasto.fi
- Хрватска — Средишње клириншко депозитарно друштво д.д. http://www.skdd.hr
- Чешка Република — Фонд за заштиту трговаца хартијама од вредности http://www.gfo.cz

### Посматрачи
- Банка за међународна поравнања
- Европска банкарска агенција
- Европска банкарска федерација
- Европска банка за обнову и развој
- Европско удружење банака
- Европска централна банка
- Европска комисија
- Међународно удружење институција осигурања депозита (IADI)
- Међународни монетарни фонд
- Oкругли сто за европске финансијске услуге
- Светска банка
- Светски институт за штедионице aisbl /Европска група за штедионице aisbl
- Европска комисија — Заједнички истраживачки центар

## Управни одбор EFDI[1]
Председник: Штефан Таке (Аустрија)
Потпредседник: Марија Хребац (Хрватска)
Благајник: Соња Лил Миклебуст (Норвешка)
Остали чланови Управног одбора:
Аурелија Мажинтијене (Литванија)
Алфредо Палини (Италија)
Хосе Марија Фернандес дел Реал (Шпанија)
Свитлана Рекрут (Украјина)
Генерални секретар: Андраш Фекете-Ђер (Мађарска)